# À la recherche du bonheur (film, 1955)
Pour les articles homonymes, voir À la recherche du bonheur et Le Fils.
Pour plus de détails, voir Fiche technique et Distribution.
À la recherche du bonheur, également connu sous le titre Le Fils (Сын, Syn) est un film soviétique réalisé par Iouri Ozerov, sorti en 1955,.

## Fiche technique
- Titre français : À la recherche du bonheur ou Le Fils[3]
- Photographie : Igor Slabnevitch
- Musique : Youri Levitin
- Décors : Stalen Volkov
- Montage : Ekaterina Karpova